# Aeolopetra palaeanthes
Aeolopetra palaeanthes là một loài bướm đêm trong họ Crambidae.